# Okres Medzilaborce
Okres Medzilaborce je jedním z okresů Slovenska. Leží v Prešovském kraji, v jeho severovýchodní části. Na severu hraničí s Polskem, na západě s okresem Stropkov a na jihu s okresem Humenné. Okres patří k nejméně rozvinutým a osídleným oblastem celé země.